# Кушнерик, Фёдор Данилович
Фёдор Данилович Кушнерик (7 [19] сентября 1875 — 23 июля 1941) — кобзарь. В семь лет ослеп. Самостоятельно учился играть на скрипке, фисгармонии, с которыми ходил по свадьбам и ярмарках, зарабатывая на жизнь. В 1909 году встретился с Михаилом Кравченко, который взял его в ученики.

## Биография
Родился я в счастливом месте — в поле у гречки. Мать жала гречку, на работе и родила. Положила в суконную юбку, и пока донесла до дома, то и плечи мне постирала. Отец с матерью лет двадцать работали у пана, косили пашню или сено — ему четыре, а себе пятую десятину. Своей земли не было. Только была маленькая хата и хижина, вот и всё хозяйство. Огорода было столько, как обойти вокруг дома. К шести годам я видел хорошо. Затем заболели глаза. Моя бабка повела меня к попу. Закапал поп мне чем-то глаза, то пока довели домой, я совсем ослеп…Фёдор Кушнерик
С детства интересовался наукой. Хотя и был слепым, ходил в школу, знания получал на слух. Родители заметили его желание учиться музыке, так отложили 50 копеек и купили сыну скрипку. А когда взяли Фёдора в Великие Сорочинцы на ярмарку, там его заметил кобзарь Михаил Кравченко и подарил ему свою кобзу, на которой Кушнерик играл всю жизнь. Играл на свадьбах, на улицах Кременчуга, Хорола, Полтавы, Миргорода, Лубен, Киева, Ромен, Пирятина. Он пел думы «О трёх богатырях азовских», «Про Самийла Кошку», «Об Алёше Поповиче», песни на стихи Тараса Шевченко и Степана Руданского, сам составлял думы.

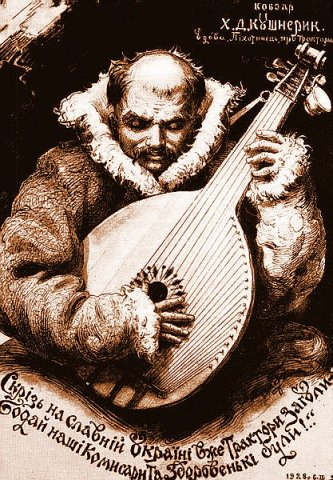
Портрет Кушнерика (А. Сластион, 1928)

Когда Кушнерик на базаре в Лубнах исполнял сатирические песни, это не понравились жандармам. Они разогнали слушателей, а кобзаря повели в участок. Поводырь убежал, так что вести пришлось самому уряднику. По дороге Фёдор придумал слова и запел: «О боже, боже, какой теперь мир настал, что лубенский чиновник у слепого поводырём стал».
Читать по Брайлю Кушнерик научился, когда ему было уже 37 лет. Он сочинял песни и думы о тяжёлой жизни крестьян. В советские времена создал думы «Восходит солнце осеннее», «О тракторах», «Снег растаял, вода стекла», «Песню про пионера Павлика» — поэтический рассказ об убийстве в Великих Сорочинцах пионера Павлика Тесли.
В 1939 году Фёдора Кушнерика пригласили в столицу на республиканскую конференцию кобзарей и лирников, там приняли в Союз писателей УССР. В конце следующего года широко отмечали 65-летие со дня рождения и 30-летие его кобзарской деятельности. В Великую Богачку на праздничные торжества приехали представители Академии наук УССР, писательского союза, общественных организаций. Выступая на собрании, Павел Тычина подчеркнул: «…в советском хоре народных певцов слышен голос старого украинского кобзаря».
Однако уже через несколько лет — в июле 1941 года - Фёдор Кушнерик скончался. На его родине, в Великой Багачке, теперь ежегодно проводится кобзарский праздник в честь Кушнерика.
Бандура Фёдора Кушнерика находится в музее театрального искусства в Киево-Печерской Лавре. Бандура (1920—1930-е годы), на которой играл Ф. Кушнерик, была создана мастером Ф. Убийвовком; имела 3 баса, 14 приструнков, корпус овальный, колья деревянные; длина 95. № 2783. В некоторых источниках указано, что инструмент — кобза.